# EstAsia (festival cinematografico)
EstAsia - Cinema d'Oriente (spesso riportato semplicemente come EstAsia) è una manifestazione dedicata alla cinematografia asiatica che si svolge a Reggio Emilia nel mese di giugno.

## Storia
Il festival nasce nel 2015 in risposta alla conclusione della precedente esperienza sotto il nome di 'Asian Film Festival', tenutosi per diversi anni. La rassegna si propone di essere non solo uno spunto per l'incontro di cinefili e operatori del settore cinematografico, ma anche un'occasione di dialogo all'interno della cittadinanza, ovvero luogo di condivisione artistica fra le comunità di stranieri che ne sono parte, associazioni (anche non direttamente legate al settore), istituzioni pubbliche partecipanti e i cittadini stessi.
Esso prende inizialmente la forma di una breve rassegna denominata "Aspettando EstAsia", un'edizione di prova che in seguito verrà indicata ufficiosamente come "edizione zero". Queste prime tre giornate di proiezioni presso il Cinema Rosebud, svoltesi nell'ottobre 2015, testimoniano l'interesse della cittadinanza reggiana per un evento di questo genere e di fatto introducono la prima edizione effettiva, che si terrà nell'estate 2016.
A partire da EstAsia 2016, ogni edizione del festival si tiene a giugno, indicativamente durante la seconda settimana del mese. Le prime due edizioni vengono dedicate ad un consolidamento della formula festivaliera, che così diviene a tutti gli effetti un'esperienza completa, dedicata primariamente alla proiezione di lungometraggi di finzione ma aperta altresì ad eventi e progetti 'collaterali' dedicati a temi specifici legati alle diverse culture asiatiche e al coinvolgimento di esperti in diversi campi.
Questa fase di consolidamento si chiude con EstAsia 2018: il festival infatti amplia il numero delle giornate di proiezione, implementando la propria selezione fino a un totale di 18 titoli circa - incluse le giornate di proiezioni pomeridiane. Gli eventi collaterali del festival vengono spostati e svolti nei mesi precedenti l'evento, e assumono il nome (che riprende quello dell'edizione zero) di "Aspettando EstAsia". Al tempo stesso, il festival comincia a invitare sul posto gli artisti coinvolti (ad esempio, il primo ospite di nazionalità estera a tutti gli effetti, il regista lettone Mâris Martinsons, autore della co-produzione lettone-giapponese Magic Kimono, in occasione dell'anteprima italiana del suo film). Infine vengono indetti i due premi principali dell'evento: il 'Kaiju d'Oro' e il premio del pubblico.
I lavori ad EstAsia 2019 si riavviano in un'ottica di sviluppo e arricchimento di questa formula organizzativa. Vengono quindi stipulate nuove collaborazioni, come quella con il Reggio Film Festival e il Cinecomio di Correggio, presso cui si tengono una serie di eventi sponsorizzati volti a lanciare l'edizione in corso, con cadenza annuale. Da gennaio 2019, il festival entra a far parte dell'AFIC.
La successiva edizione salta per via delle complicazioni legate all'emergenza coronavirus.

## Criteri
Il festival prende in considerazione tutti i lungometraggi prodotti o co-prodotti da paesi asiatici nel corso dell'ultimo anno o in quello precedente l'ufficialità della selezione. Per "asiatici" si intendono i paesi dell'Estremo oriente, del sud-est asiatico e della penisola indiana, escluso il Medio Oriente ma inclusi quei paesi trans-continentali a cavallo fra Europa e Asia (ad esempio il Kazakistan) che pure vedono suggestioni culturali affini a quelle asiatiche. Tenuto conto di questo bacino di interesse, la selezione dunque prevede anche la Russia, di cui vengono presi in considerazione film prodotti nella parte orientale del paese.
Pur prediligendo il lungometraggio di finzione o il documentario, il festival è aperto anche ad altri generi, quali il cinema d'animazione o i corto/medio-metraggi, purché legati ai requisiti geografici sopra descritti. Buona parte, anche se non sempre la totalità dei film proiettati sono anteprime a livello regionale o nazionale.
Una delle particolarità delle selezioni del festival è che risultino fra le poche, in Italia, a prendere in considerazione la cinematografia indiana, cui viene dedicata usualmente almeno una proiezione ogni anno, per sottolineare l'importanza del legame verso tale cultura e le sue ampie derivazioni etniche/artistiche: anteprima europea del festival è stata appunto quella di Ashwatthama (Pushpendra Singh, India, 2017).
Tema particolarmente caro ai selezionatori, sovente trattato e approfondito da alcuni dei film presi in esame nel corso delle varie edizioni, è quello del rapporto tra due mondi, Oriente e Occidente, che rispecchia l'elemento programmatico più stimolante dell'evento.

## Sezioni principali

### In concorso
A partire dall'edizione 2018 il festival ha cominciato ad assegnare premi ai film in concorso

#### 2016
- Ryūzō to shichinin no kobuntachi, regia di Takeshi Kitano (2015)
- Hon-ja, regia di Hong-min Park (2015)
- Sul 45º parallelo, regia di Davide Ferrario - documentario (1997)
- Irrawaddy mon amour, regia di Nicola Grignani e Andrea Zambelli - documentario (2015)
- Dohee-ya, regia di July Jung (2014)
- Ip Man 3 (Yè Wèn Sān), regia di Wilson Yip (2015)
- Rak ti khon kaen, regia di Apichatpong Weerasethakul (2015)
- Baahubali: The Beginning, regia di S. S. Rajamouli (2015)
- Sunrise (Arunoday), regia di Partho Sen-Gupta (2014)
- Blanka, regia di Kohki Hasei (2015)
- Khid thueng withaya, regia di Nithiwat Tharatorn (2014)
- Zhì qu weihu shan, regia di Tsui Hark (2014)

#### 2017
- La principessa e l'aquila (The Eagle Huntress), regia di Otto Bell - documentario (2016)
- Il prigioniero coreano (Geumul), regia di Kim Ki-duk (2016)
- Beauty Inside, regia di Baek Jong-yul (2015)
- Crosscurrent (Chang jiang tu), regia di Yang Chao (2016)
- Chun-mong, regia di Zhang Lu (2016)
- Raman Raghav 2.0, regia di Anurag Kashyap (2016)
- Revelations, regia di Vijay Jayapal (2016)
- Karera ga honki de amu toki wa, regia di Naoko Ogigami (2017)
- Ned's Project, regia di Lemuel Lorca (2016)
- Baahubali 2: The Conclusion, regia di S. S. Rajamouli (2017)
- Train to Busan (Busanhaeng), regia di Yeon Sang-ho (2016)
- Seoul Station (Seoul-yeok), regia di Yeon Sang-ho (2016)
- Jug-yeo-ju-neun Yeo-ja, regia di Je-yong Lee (2016)
- Hamog, regia di Ralston Jover (2015)
- Pûrusaido man, regia di Hirobumi Watanabe (2016)

#### 2018
- Silent Mist, regia di Zhang Miaoyan (2017)
- A Taxi Driver (Taeksi unjeonsa), regia di Hoon Jang - anteprima fuori concorso (2017)
- Mei Gong he xing dong , regia di Dante Lam (2016)
- Qīngsōng + Yúkuài, regia di Jun Geng (2016)
- Columbus, regia di Kogonada (2017)
- Malila: The Farewell Flower, regia di Anucha Boonyawatana (2017)
- Đảo của dân ngụ cư, regia di Anh Hong (2017)
- The Great Buddha+, regia di Hsin-Yao Huang (2017)
- Qing ting zhi yan, regia di Xu Bing (2017)
- Chalard Games Goeng, regia di Nattawut Poonpiriya (2017)
- Magic Kimono, regia di Mâris Martinsons (2017)
- Oh Lucy!, regia di Shinobu Terajima (2017)
- Sekala Niskala, regia di Kamila Andini (2017)
- Takara - La notte che ho nuotato (Takara - La nuit où j'ai nagé), regia di Kohei Igarashi, Damien Manivel (2017)
- Pauwi na, regia di Paolo Villaluna (2016)
- Ashwatthama, regia di Pushpendra Singh (2017)

#### 2019
- Da xiang xi di er zuo, regia di Hu Bo (2018)
- Burning - L'amore brucia (Beoning) , regia di Lee Chang-dong - anteprima fuori concorso (2018)
- Alpha - The Right To Kill, regia di Brillante Mendoza (2018)
- Balangiga: Howling Wilderness, regia di Khavn De La Cruz (2017)
- Killing (Zan), regia di Shin'ya Tsukamoto (2018)
- Namdev Bhau, regia di Daria Gaikalova (2018)
- Zhuang si le yi zhi yang, regia di Pema Tseden (2018)
- Ayka, regia di Sergej Dvorcevoj (2018)
- Wasted Eggs, regia di Ryo Kawasaki (2018)
- Di yi ci de li bie, regia di Lina Wang (2018)
- Mi-sseu-baek, regia di Ji-Won Lee (2018)
- Funan, di Denis Do (2018)
- Tumbbad, regia di Rahi Anil Barve (2018)
- Hong hua lü ye, regia di Liu Miaomiao (2018)
- Xing xi de san ci qi yu, regia di Yuan Qing (2018)

### Premio Kaiju

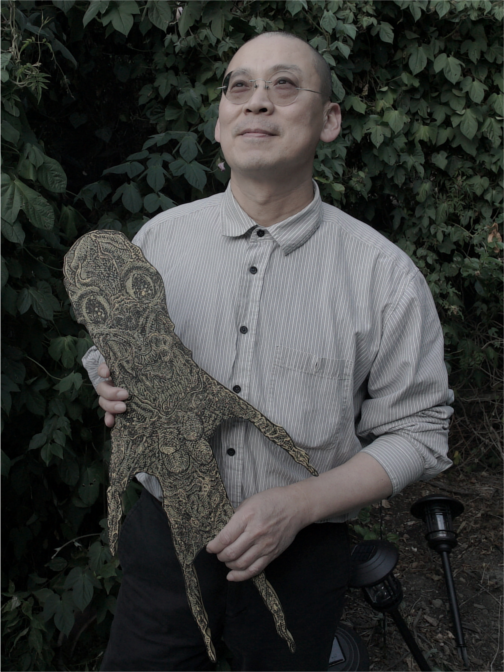
Il regista Miaoyan Zhang con il Premio Kaiju 2018

Il Premio Kaiju è il premio al miglior film designato e consiste in un'opera realizzata dall'artista reggiano Hu-Be ispirata ai mostri giganti del cinema fantastico giapponese. Premio principale del festival, viene assegnato da una giuria composta da tre membri, scelti tra artisti, filmmaker e critici del territorio.
Il Kaiju 2018, assegnato da una giuria composta da Marcello Casarini, Mirca Lazzaretti e Maico Morellini, è stato conferito al film Silent Mist (Miaoyan Zhang, Cina/Francia). Nella sua seconda edizione, il premio è andato al lungometraggio Da xiang xi di er zuo (titolo internazionale: An Elephant Sitting Still), opera prima ed ultima del ventinovenne Hu Bo, deceduto poco dopo il suo completamento; è il secondo film di provenienza cinese a ricevere il riconoscimento.

### Premio del pubblico
Fin dalla prima edizione del festival, al termine delle proiezioni vengono raccolti i voti del pubblico, alfine di sondare le valutazioni relative al film visionato con un campione basato sulla presenza di spettatori in sala. Dal 2018, questi voti vengono presi in considerazione per l'assegnazione del Premio del pubblico tra i film in concorso che hanno raccolto il punteggio più alto in media.
Il Premio del pubblico di EstAsia 2018 è stato assegnato a Chalard Games Goeng (titolo internazionale: Bad Genius, regia di Nattawut Poonpiriya, Thailandia). Nel 2019, il premio del pubblico ha visto vincitore il film indiano Namdev Bhau (titolo internazionale: In Search Of Silence)